# Dilophus valdivianus
Dilophus valdivianus är en tvåvingeart som beskrevs av Philippi 1865. Dilophus valdivianus ingår i släktet Dilophus och familjen hårmyggor. Inga underarter finns listade i Catalogue of Life.